# Église Notre-Dame-des-Ardilliers de Miquelon
L’église Notre-Dame-des-Ardilliers est une église catholique située à Miquelon-Langlade, dans l'archipel de Saint-Pierre-et-Miquelon dans l'Océan Atlantique nord. Depuis la suppression du Vicariat apostolique de Saint-Pierre et Miquelon le 1er mars 2018, elle est rattachée au diocèse de La Rochelle. 

## Localisation
L’église est située sur le village de Miquelon, lui-même situé au nord de la commune, sur l’île de Miquelon. Elle est bâtie à proximité du port.

## Architecture
L’église possède un plan rectangulaire. Elle est surmontée d’un toit à deux pans. Elle est intégralement construite en bois.
Le fronton de l’église est surmonté d'un clocher.

## Historique
L’édifice actuel a été bâti entre 1862 et 1865, en remplacement de la première église de l’archipel, en mauvais état. Inaugurée en 1865, l’église porte ce nom en hommage au père Ardilliers et à sa sœur, religieuse à Notre-Dame-des-Ardilliers à Saumur qui avancèrent une partie des fonds nécessaires à la construction de la première église de Miquelon.
Au début du XXe siècle, l’église est consolidée.